# Dusona tepaneca
Dusona tepaneca là một loài tò vò trong họ Ichneumonidae.